# Станислав Шкрабец
Станислав Шкрабец (на словенски: Stanislav Škrabec) е виден словенски възрожденец, духовник и лингвист, смятан за пръв изследовател на словенския език.

## Биография
Роден е на 7 януари 1844 година с рождено име Антон в село Хорвача в Долна Крайна, във фермерско семейство на Антон и Мария Шкрабец, по баща Зобец. Основно училище завършва в Рибница от 1850 до 1855 година. Гимназия учи от 1856 до 1863 година в Любляна. На 23 август 1863 година постъпва във Францисканския манастир в Любляна. Прекарва една година новициат в Търсат. От 1864 до 1866 година учи богословие в Горица. От 1866 до 1868 година отново е в Любляна. На 3 август 1867 година е ръкоположен за свещеник. От есента на 1868 до 1870 година преподава гръцки, немски и словенски във францисканската гимназия в Ново место. В 1870 година Францисканският орден го изпраща в Грацкия университет да учи класическа и славянска филология. Остава в Грац до 1873 година, когато е назначен в гимназията в Горица, където преподава словенски, хърватски, латински и гръцки език. Работи в Горица до есента на 1915 година. Преподава също и богословие в местната семинария. По време на Първата световна война през ноември 1915 година поради военните действия около Горица се мести във Францисканския манастир в Любляна, където остава до края на живота си.
Умира на 6 октомври 1918 година.

## Научна дейност
Шкрабец силно повлиява на развоя на словенския език със своите езиковедски трудове, които публикува в списанието „Цветя з Въртов Светага Франчишка“ (Цветя от градините на Свети Франциск), което редактира от основаването му в 1880 година до смъртта си. До 90-те години на XX век делото му е пренебрегвано от научната общност. Шкрабец се занимава предимно с граматични и правописни въпроси, пише върху делото на Светите братя Кирил и Методий. Пише критично за есперанто и другите изкуствени езици, като изработва собствен изкуствен език, наречен „евлалия“ (1908 - 1910). Предлага и своя версия за стенографията (1907 - 1910). Занимава се и с градински цветя и популяризира в Словения гладиолите.